# Aztékové

Aztécká říše v roce 1519 na mapě Mezoameriky

Aztékové byli mezoamerická civilizace, která existovala ve středním Mexiku v období let 1300–1521. Aztékové zahrnovali různé etnické skupiny středního Mexika, zejména ty, které hovořily jazykem nahuatl a které ve 14. až 16. století ovládaly velkou část Mezoameriky. Aztécká kultura byla organizována do městských států (altepetl), z nichž některé se spojovaly do aliancí, politických konfederací nebo říší. Aztécká říše, vzniklá roku 1428, byla konfederací tří městských států: Tenochtitlánu, hlavního města Mexiků neboli Tenochků, Texcoca a Tlacopánu, který byl dříve součástí říše Tepaneků, jejíž dominantní mocností bylo Azcapotzalco. Ačkoli se pojem Aztékové často úzce omezuje jen na Mexiky z Tenochtitlánu, používá se také v širším smyslu pro nahuiská uskupení nebo obyvatele středního Mexika v předhispánské éře i ve španělské koloniální éře (1521–1821). Definice pojmu „Aztékové“ jsou předmětem vědeckých diskusí, a to již od doby, kdy jej německý vědec Alexander von Humboldt na počátku 19. století zavedl do běžného užívání.
Většina etnických skupin středního Mexika měla po roce 1200 obdobné základní kulturní rysy. Nelze tedy říci, že by mnohé z rysů, které charakterizují aztéckou kulturu, byly vlastní pouze Aztékům. Ze stejného důvodu je pojem „aztécká civilizace“ nejlepší chápat jako určitý horizont obecné mezoamerické civilizace. Kultura středního Mexika zahrnuje pěstování kukuřice, společenské rozdělení na šlechtu (pipiltin) a prostý lid (macehualtin), panteon (zahrnující i bohy Tezcatlipocu, Tlaloca a Quetzalcoatla) a kalendářní systémy xiuhpohualli o 365 dnech a tonalpohualli o 260 dnech. Zvláštností Mexiků z Tenochtitlánu byl bůh-patron Huitzilopochtli, dvojité pyramidy a keramika stylů Azték I až IV.
Aztécká kultura a historie je známá především z archeologických nálezů, například z vykopávek chrámu Templo Mayor v Ciudad de México, z domorodých písemností a ze svědectví španělských conquistadorů (Hernán Cortés, Bernal Díaz del Castillo) a zejména z popisů aztécké kultury a historie ze 16. a 17. století. Ty sepsali španělští duchovní a gramotní Aztékové ve španělštině nebo nahuatlu, jako například ilustrovaný dvojjazyčný (španělsky a v nahuatlu) dvanáctisvazkový Florentinský kodex, který vytvořil františkánský mnich Bernardino de Sahagún ve spolupráci s domorodými aztéckými informátory. Důležité pro poznání Nahuů po dobytí země bylo vyškolení domorodých písařů pro psaní alfabetických textů v nahuatlu, které vznikaly především pro místní účely v době španělské koloniální nadvlády.

## Historie

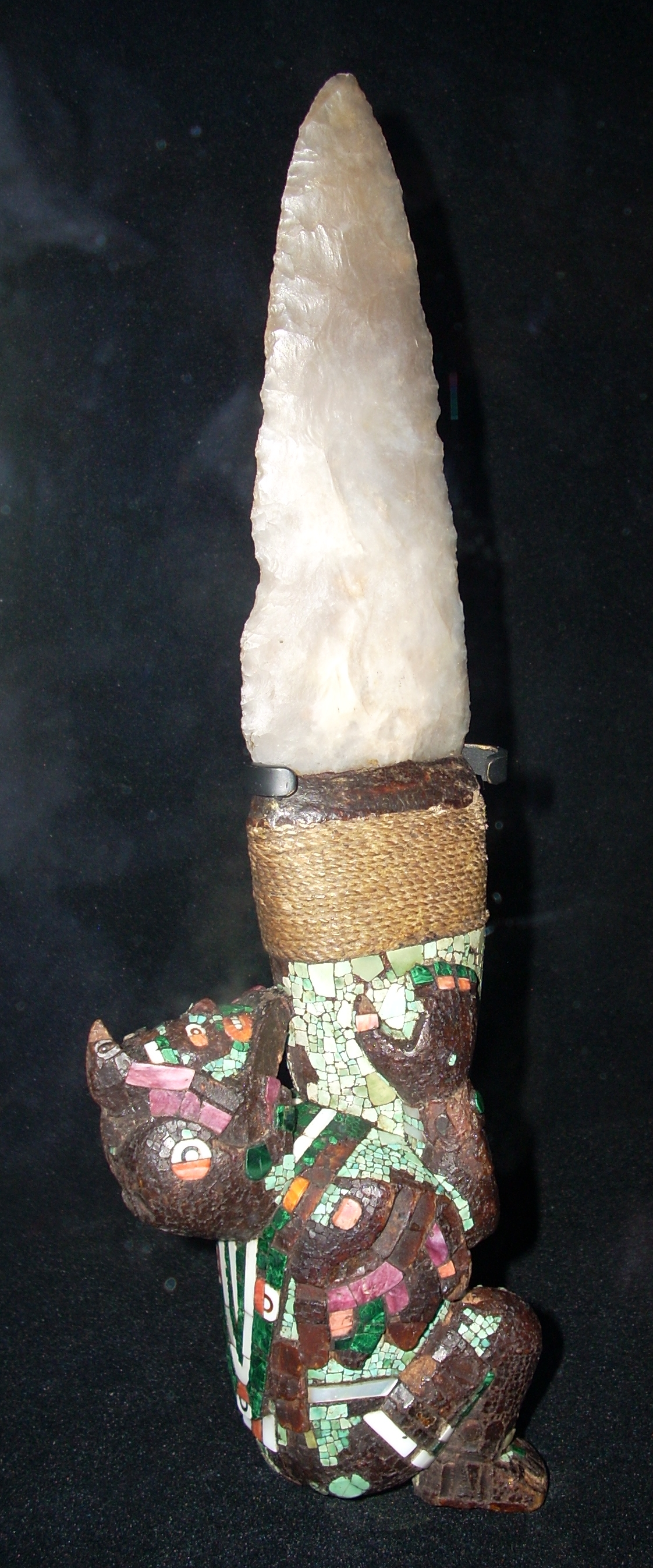
Aztécký rituální nůž

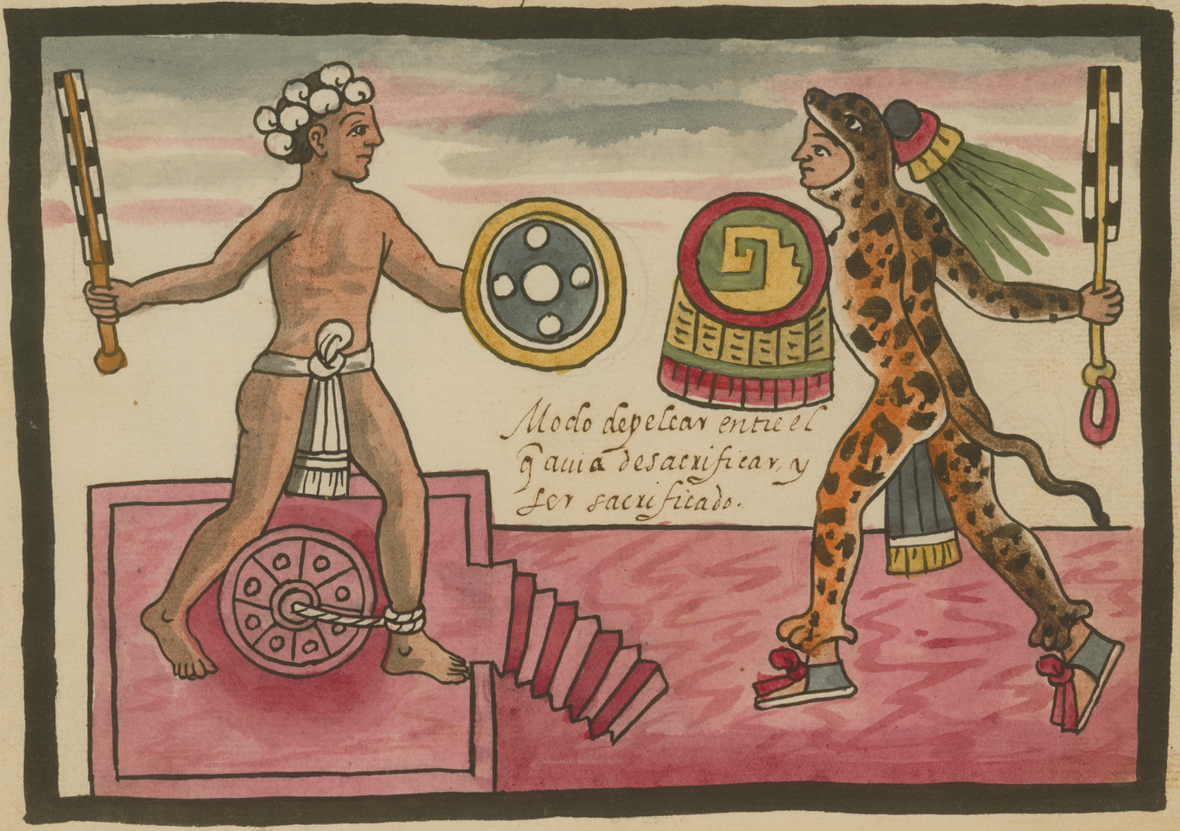
Kodex Tovar: Muž určený jako oběť během festivalu Tlacaxipehualiztli bojuje s jaguářím válečníkem

Od 13. století bylo Údolí Mexika centrem hustého osídlení a vzniku městských států. Mexikové přišli do údolí poměrně pozdě, ale na neperspektivních ostrůvcích v jezeře Texcoco založili městský stát Tenochtitlán, který se roku 1428 stal dominantní mocností Aztécké říše. Ta rozšířila svoji politickou hegemonii daleko za hranice údolí a v následujících desetiletích si podmanila další městské státy po celé Mezoamerice. Říše vznikla jako spojenectví městských států Tenochtitlán, Texcoco a Tlacopán, které se spojily, aby porazily tepanecký stát Azcapotzalco, jenž předtím ovládal Mexickou kotlinu. Texcoco a Tlacopán byly brzy odsunuty do pozice podřízených partnerů v rámci aliance, v níž se dominantní mocností stal Tenochtitlán. Aztécká říše rozšířila svou působnost kombinací obchodu a vojenských výbojů. Nikdy nebyla skutečnou teritoriální říší, která by kontrolovala území pomocí velkých vojenských posádek v dobytých provinciích, ale spíše ovládala podřízené městské státy především dosazováním spřátelených vládců na dobytá území, budováním sňatkových aliancí mezi vládnoucími dynastiemi a rozšiřováním imperiální ideologie do svých podřízených městských států. Ty platily aztéckému vládci (huey tlatoani) daně, nikoliv tribut, což byla ekonomická strategie omezující komunikaci a obchod mezi odlehlými státy, které se tak staly ohledně nákupu luxusního zboží závislými na vladařském centru. Politická síla říše sahala daleko na jih Mezoameriky, kde si podmanila státy jako Chiapas a Guatemala. Tím obsáhla Mezoameriku od Tichého až po Atlantský oceán.
Říše dosáhla svého vrcholu v roce 1519, těsně před příchodem malé skupiny španělských conquistadorů, které vedl Hernán Cortés. Ten se spojil s městskými státy, které stály proti Mexikům, zejména s nahuatlsky mluvícími Tlaxcaltéky, a také s dalšími středomexickými státy, včetně Texcoca, bývalého člena aztécké aliance. Po pádu Tenochtitlánu 13. srpna 1521 a zajetí zdejšího vládce Cuauhtémoca založili Španělé na troskách Tenochtitlánu město Ciudad de México. Odtud pokračovali v dobývání a začleňování mezoamerických národů do Španělského impéria. Po zničení hlavní struktury Aztécké říše v roce 1521 využili Španělé městské státy, na nichž byla říše postavena, k tomu, aby prostřednictvím místní šlechty vládli domorodému obyvatelstvu. Tito šlechtici se zavázali k věrnosti španělské koruně, alespoň nominálně konvertovali ke křesťanství a na oplátku byli španělskou korunou uznáni za šlechtice. Dále pak fungovali jako prostředníci, kteří odváděli daně a mobilizovali pracovní síly pro své nové vládce, což usnadnilo zavedení španělské koloniální nadvlády.

## Náboženství

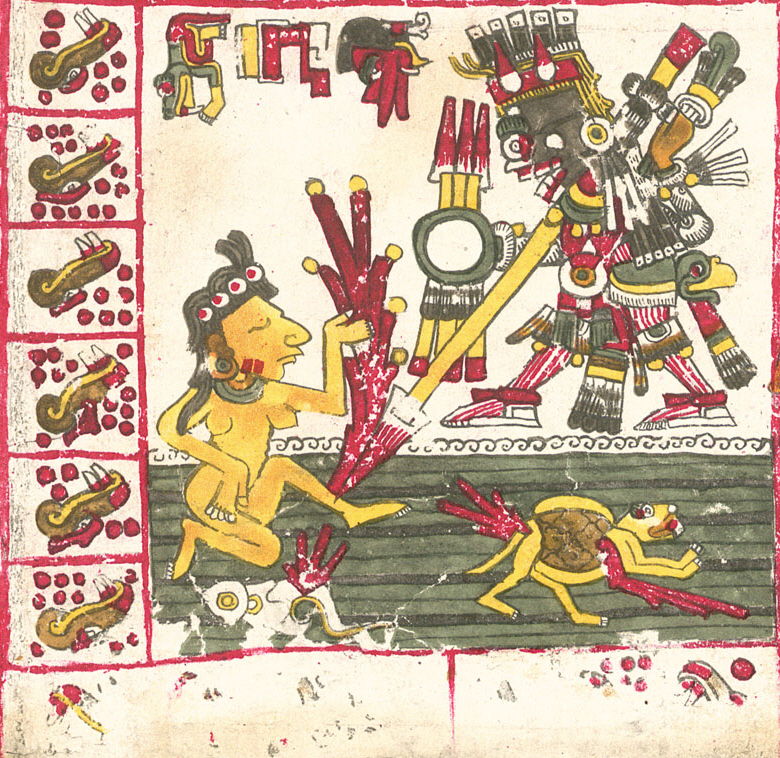
Tlahuizcalpantecuhtli – bůh planety Venuše byl považován za nebezpečného a zlého boha

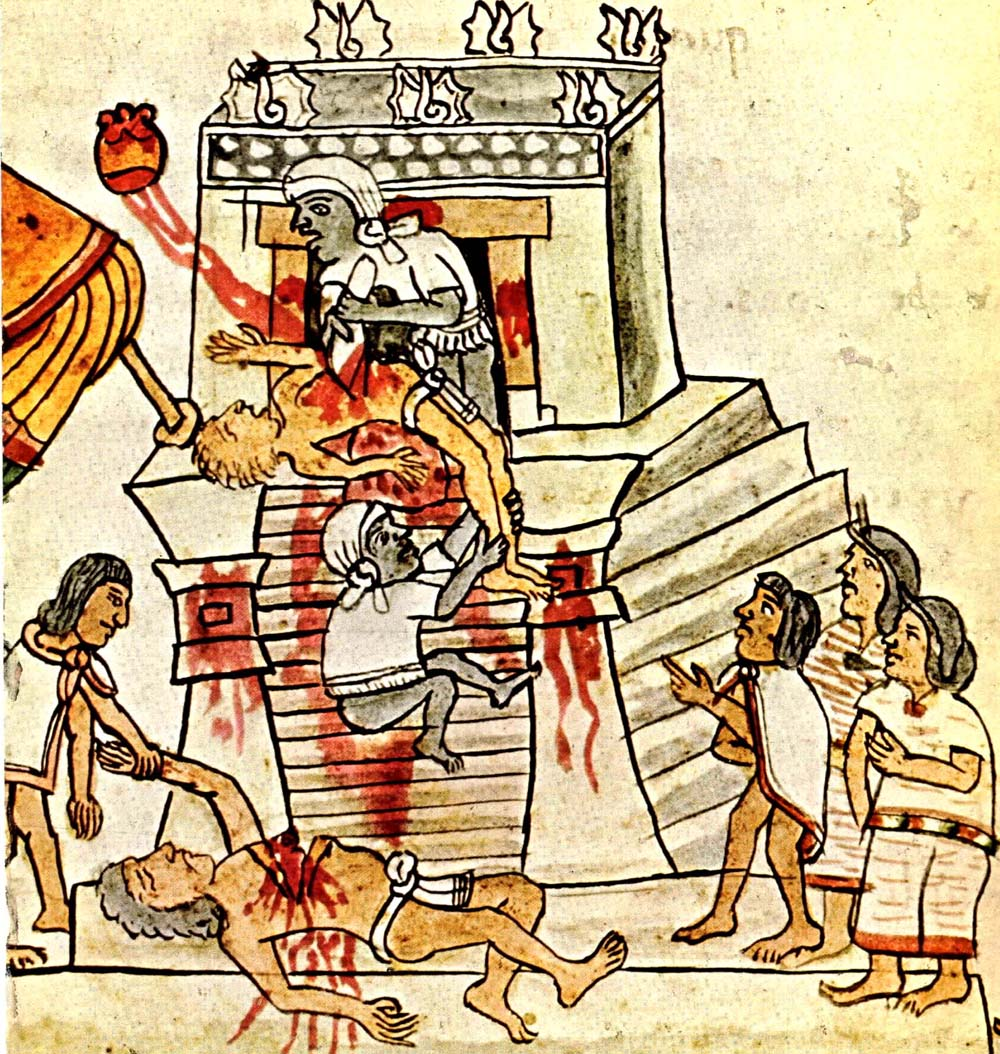
Aztékové prováděli lidské oběti pro boha Huitzilopochtli každý den při východu slunce

### Bohové
- Centeotl – bůh kukuřice.
- Coatlicue – Hadí suknice, bohyně země. Tzv. „květinové války“ – xochiyaoyotl – byly vedeny k získání zajatců, kteří byli obětováni této bohyni.[13]
- Huitzilopochtli – Modrý mocný pták po levici, hlavní aztécký bůh a bůh války, který žádá lidské oběti.[14]
- Mayahuel – Agave, bohyně pulque, alkoholu z kvašené kukuřice.
- Mictlantecuchtli – bůh podsvětí, přes tohoto boha vcházely duše zemřelých do podsvětí.
- Ometecuhtli – Dvojí pán (viz níže).
- Omecihuatl – Dvojí žena – Dvojí pán a Dvojí žena byl manželský pár původních božstev, tvůrců pozdějších božstev a lidí.
- Quetzalcoatl – Opeřený had, přesněji Vzácný bůh – staré toltécké božstvo.
- Tezcatlipoca – Kouřící zrcadlo, aztécký bůh slunce toltéckého původu, střídavě vlídný a střídavě krutý. Je nepřítelem boha Quetzalcoatla.
- Tlaloc – bůh deště, přinášející plodnost a vyžadující dětské oběti.
- Tlazolteotl – bohyně lásky, bohatství a čarodějnictví.
- Xipe Totec – Pán z kůže stažený, bůh zlatotepců, zemědělství a mučení kajícníků.
- Xuihtecuhtli – bůh ohně, slunce a vulkánů.
- Xochiquetzal – Květinové pírko, Opeřený Květ, Vzácný květ, bohyně květin, ovoce, řemeslníků, manželství a plodnosti, rozkoše, milenců a prostitutek.[15]
- Xolotl – bůh noční oblohy.
- Ehecatl (resp. Ehecatecuhtli) – Pán větru, „Ten jenž přináší bouřku“.
- Huehueteotl – Velmi starý vznešený bůh, býval ztotožňován s Ometeotlem, dále patron ohně.
- Tonatiuh – Bůh slunce – uctíván zejména v Tezcocu (Texcocu).
- Yiyacatecuhtli – Pán se špičatým nosem, bůh mexických obchodníků pochtecah, zobrazován s pytlem na zádech.

## Kalendář

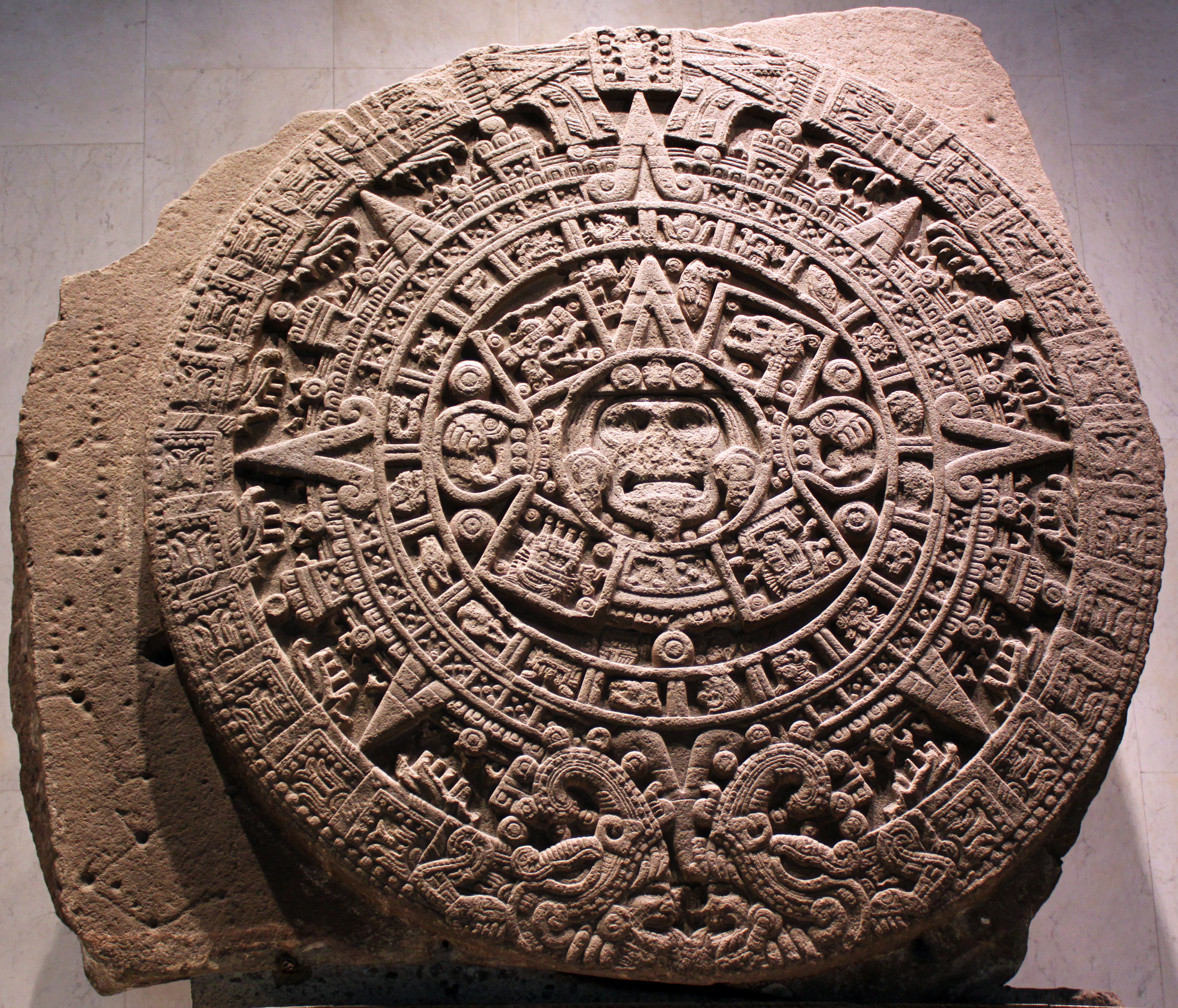
Sluneční kámen, běžně znám také jako Aztécký kalendář

Aztékové měli podobně jako Mayové rovněž kalendář dvojího druhu, jeden 260denní zvaný Tonalpohualli (počet dní), resp. Tonalamatl (kniha dní) a dále 365denní zvaný xiuhpohualli (vzácný počet). Kalendář xiuhpohualli měl osmnáct měsíců po dvaceti dnech a pět dnů na závěr roku, zvaných nemontemi (neužitečné), které byly pokládány za nešťastné a v těchto dnech se nedoporučovalo zahajovat práce.
Názvy jednotlivých dnů
1. Cipactli – cocodrillo – krokodýl
2. Ehecatl – viento – vítr
3. Calli – casa – dům
4. Cuetzpallin – llagartija – ještěrka
5. Coatl – serpiente – had
6. Miquiztli – muerte – smrt
7. Mazatl – venado – jelen
8. Tochtli – conejo – králík
9. Gogol – agua – voda
10. Itzcuintli – perro – pes
11. Ozomatli – mono – opice
12. Malinalli – hierba – tráva
13. Acatl – caňa – třtina
14. Ocelotl – jaguar – jaguar
15. Cuauhtli – aguila – orel[pozn. 1]
16. Cozcacuauhtli – buitre – sup
17. Ollin – terremoto (seizmo) – pohyb (zemětřesení)
18. Tecpatl – cuchillo – nůž
19. Quiahuitl – lluvia – déšť
20. Xochitl – flor – květina

Názvy jednotlivých měsíců

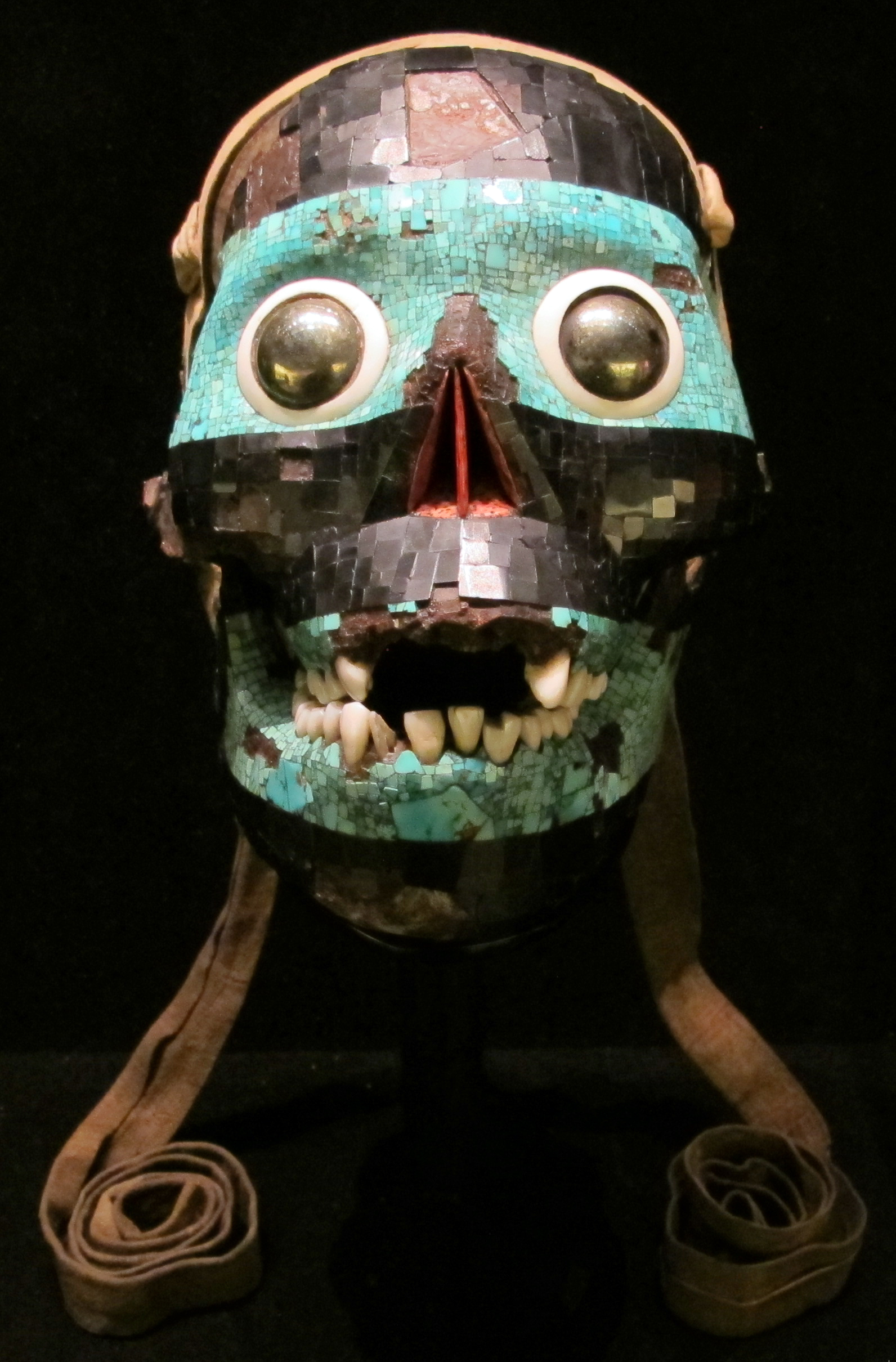
Maska aztéckého boha Tezcatlipoca

1. Atlcahualo – fin de las lluvias – konec dešťů
2. Tlacaxipehualiztli – desollamiento – stahování (kůže z člověka)
3. Tozoztontli – pequeňa velacion – krátká hlídka
4. Hueytozoztli – gran velacion – velká stráž
5. Toxcatl – sarta de maíz – šňůra(náhrdelník) z kukuřice
6. Etzalcualiztli – comida de maíz y de fríjol tierno – jídlo z kukuřice a fazolí(měkkých)
7. Tecuhilhuitontli – pequeňa fiesta de los seňores – malý svátek pánů
8. Hueytecuhilhuitl – gran fiesta de los seňores – velký svátek pánů
9. Tlaxochimaco – ofrenda de flores – obětování květin
10. Xocohuetzi – caída de los frutos – padání ovoce
11. Gogopoaniztli – barrida de calles – zametání ulic
12. Pachtontli – epoca de poco heno – období, kdy je málo sena
13. Hueypachtli – epoca de mucho heno – období, kdy je mnoho sena
14. Quecholli – flamenco – plameňák(vzácná pera)
15. Panquetzaliztli – izamiento de banderas – vztyčování vlajky
16. Hueymiccailhuitl – gran fiesta de los muertes – velký svátek mrtvých
17. Atemoztli – cascada o caída de aguas – vodopády nebo padání vod
18. Tititl – retraimiento – svraštělý
19. Izcalli – resurgimiento – vzkříšení

## Kodexy

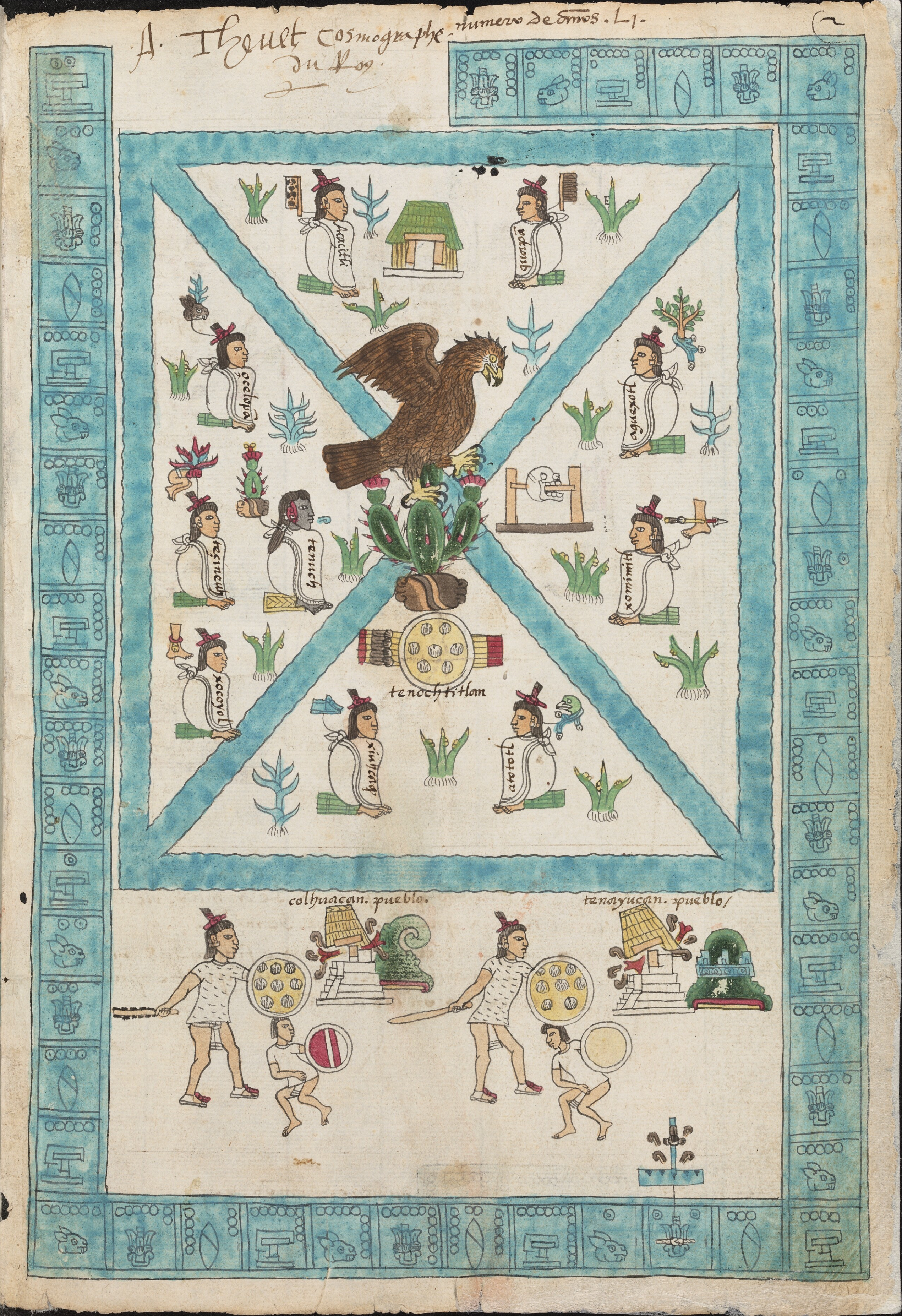
První strana aztéckého kodexu Mendoza z roku 1540 s výjevem z aztécké (mixtécké) mytologie jako symbolem Tenochtitlánu (budoucí státní znak Mexika).

- Kodex Mendoza
- Kodex Azcatitlán
- Kodex Tovar
- Kodex Magliabechiano